# 必死の逃亡者 (小説)
『必死の逃亡者』（ひっしのとうぼうしゃ、原題：Les tribulations D'un chinois en Chine）は、ジュール・ヴェルヌが1879年に発表した冒険小説。原題は「ある中国人の、中国における受難」の意味である。
主人公・金馥の冒険旅行を通じて清朝の中国が描かれる。ただし、登場する中国の地名・人名などには正しくないものも散見される。

## 主要登場人物
- 金馥（キンフー、Kin-Fo） - 上海に住む若き大富豪。人生に飽いている。
- 汪（ワン、Wang） - 金馥の家に先代から寄食する哲学者。元・太平天国の党員。
- 孫（スン、Soun） - 金馥の給仕頭。
- クレイグ（Craig）とフライ（Fry） - 保険会社「百歳社」専属の探偵。
- 老沈（ラオシェン、Lao-Shen） - 太平天国の残党。盗賊団の首領。

## あらすじ
舞台は太平天国の乱収まらぬ中国清朝。若き大富豪、金馥は、株の大暴落によって一瞬で全財産を失った。人生の無常を痛感した彼は、一度は自殺を決意し、老哲学者の汪に自らの殺害を依頼する。
しかし破産の連絡が誤報であったことが判明する。金馥は汪への依頼を取り消そうとするが、汪は謎の失踪を遂げていた。彼に掛かった生命保険を守るために保険会社がよこしたボディガード2人組と召使の孫を伴い、金馥は汪を探す旅に出る。彼らは通州で汪を見つけるが、汪は河に身を投げて再び姿を消す。その後、汪から金馥に「自分は友人殺害の任に耐えられず自殺するが、代わりに盗賊の老沈に君の殺害を委任した」という趣旨の手紙が届く。
金馥はその委任状を奪回すべく、孫、クレイグ、フライを再び伴って、万里の長城の北に潜む老沈のもとへ向かう。金馥は危険を乗り越えて老沈との面会を果たすが、老盗賊は交渉に応じない。目隠しをされ引き立てられてゆく金馥は死を覚悟するが、連れて行かれた先に居たのは許婚、友人たち、そして汪であった。全ては、金馥の無気力を案じた汪のはかりごとだったのである。その狙い通り人生の価値に気づいた金馥は許婚と結婚式を挙げ、物語は大団円を迎える。

## 日本語訳
- 石川湧訳『シナ人の苦悶』集英社〈ヴェルヌ全集11〉、1968年
- 石川湧訳『必死の逃亡者』東京創元社〈創元SF文庫〉、1972年、ISBN 978-4-488-51702-1

## 映画化作品
- 『カトマンズの男』（原題は小説と同じ、1966年、フランス/イタリア）
監督：フィリップ・ド・ブロカ
主演：ジャン＝ポール・ベルモンド、ウルスラ・アンドレス